# Svitel latnatý
Svitel latnatý (Koelreuteria paniculata) je až 8 m vysoký strom se širokou řídkou korunou, který má šedou podélně rozpukanou kůru.

## Popis
Listy má střídavé, lichozpeřené dlouhé 35 až 50 cm se 7 až 15 vejčitými lístky které jsou papírovité, hrubě vroubkovaně pilovité. Při rašení mají růžovočervenou barvu a na podzim jsou vybarveny do oranžova.
Květy jsou oboupohlavné (mají samčí i samičí pohlavní orgány), bledě žluté a trochu vonné, ve velkých řídkých vzpřímených koncových latách dlouhých až 35 cm s červenými vřeteny. Kalich je 5četný, koruna 4četná, tyčinek má 5–8, kvete v červenci až srpnu, je silně medonosný. Na podzim přináší množství ozdobných plodů, které se podobají malým lampionům. Jsou to vlastně nafouklé 4 až 5 cm dlouhé tobolky s jakoby papírovými stěnami, uvnitř kterých jsou kulovitá černá semena o průměru 4 až 6 mm.

## Použití
Svitel latnatý je v Česku poměrně vzácně vysazován v parcích a městech, případně ve stromořadích. V mládí je citlivý na mráz, ale jinak je ideální městský strom. Na půdu nemá svitel žádné zvláštní požadavky, nejlépe kvete za teplého léta. Je to atraktivní dřevina pro své květy, na podzim vybarvené listy a velké nafouknuté plody po odkvětu. Ve své domovině je využíván i pro dřevo.

Svitel latnatý - Koelreuteria paniculata
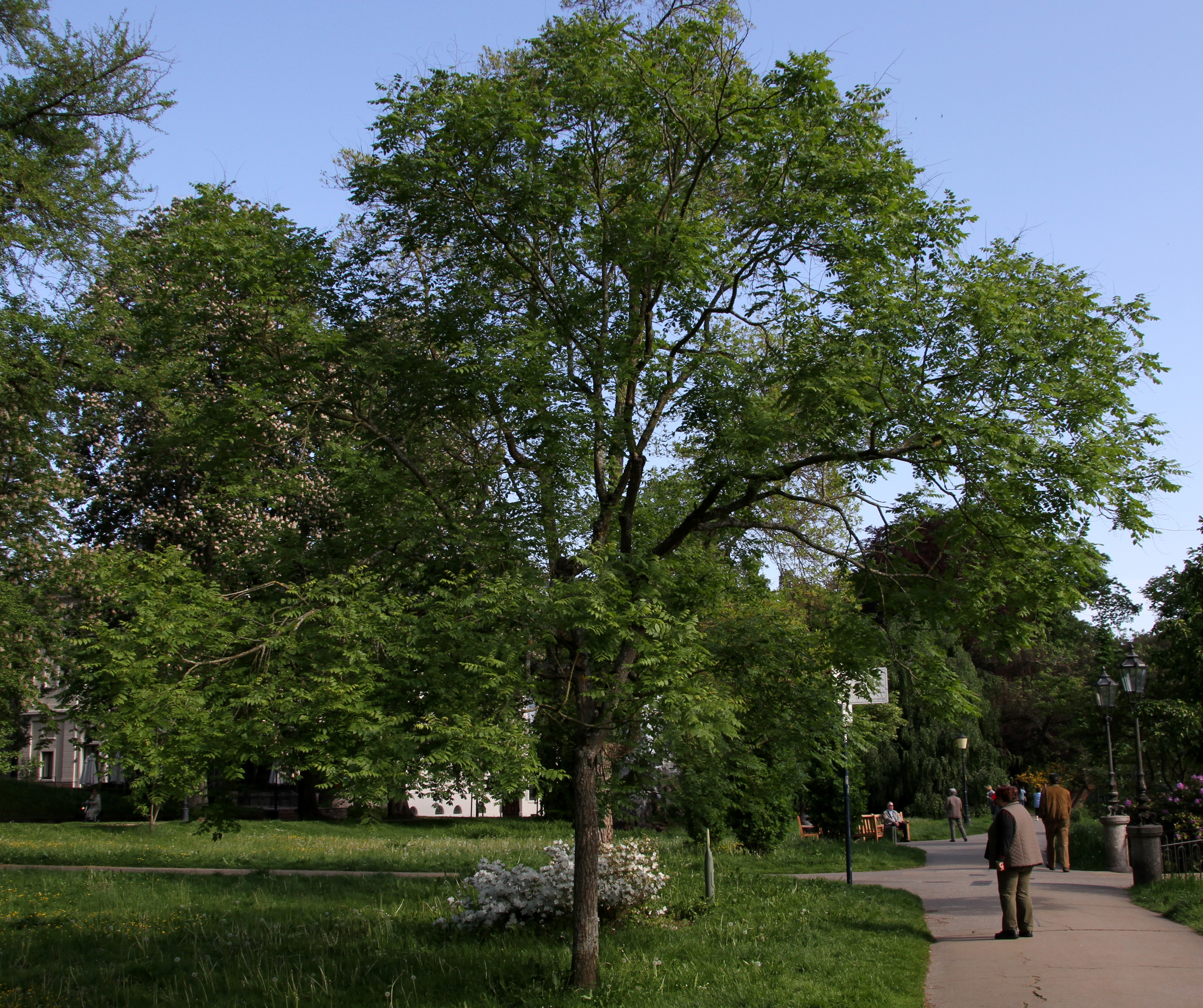
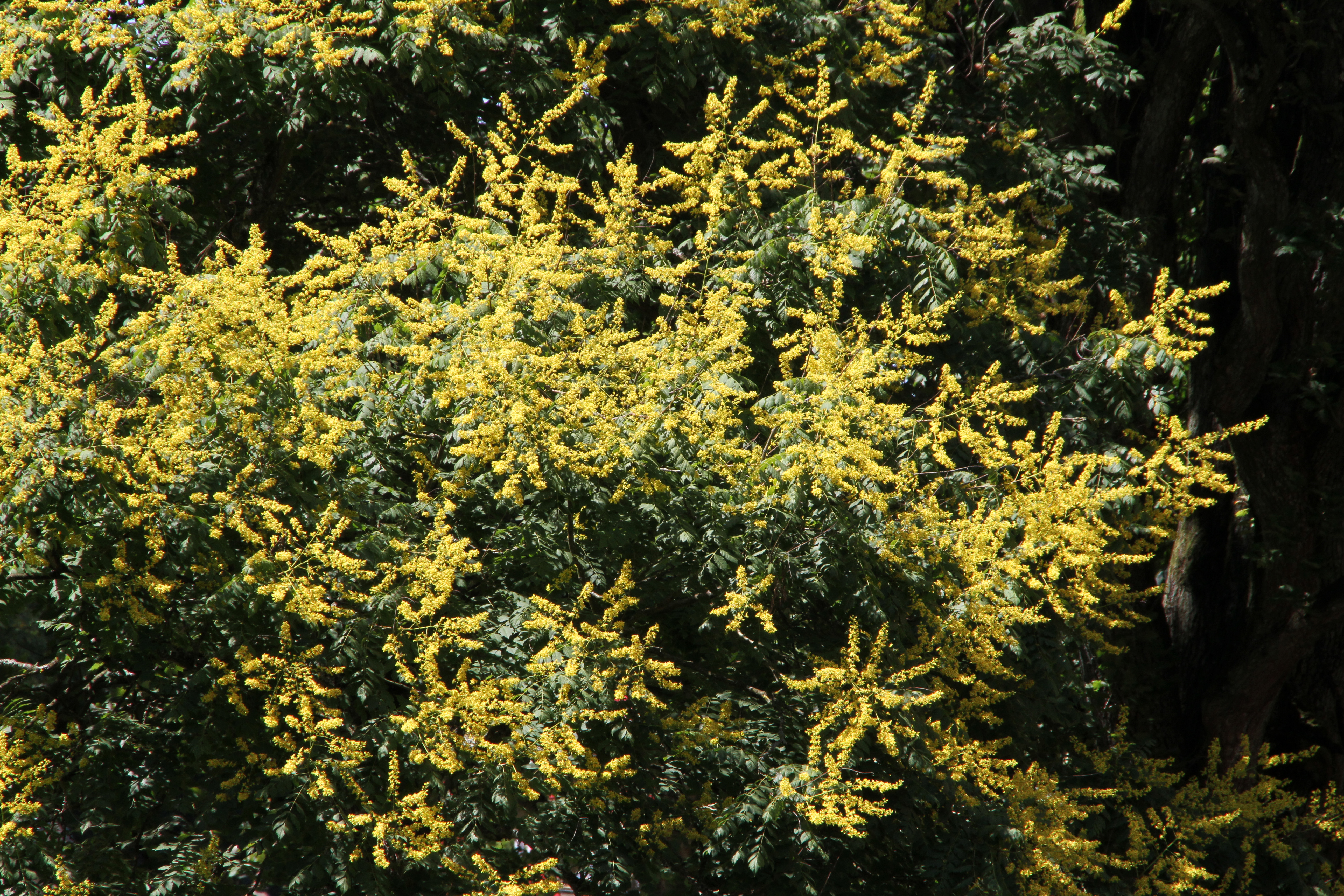
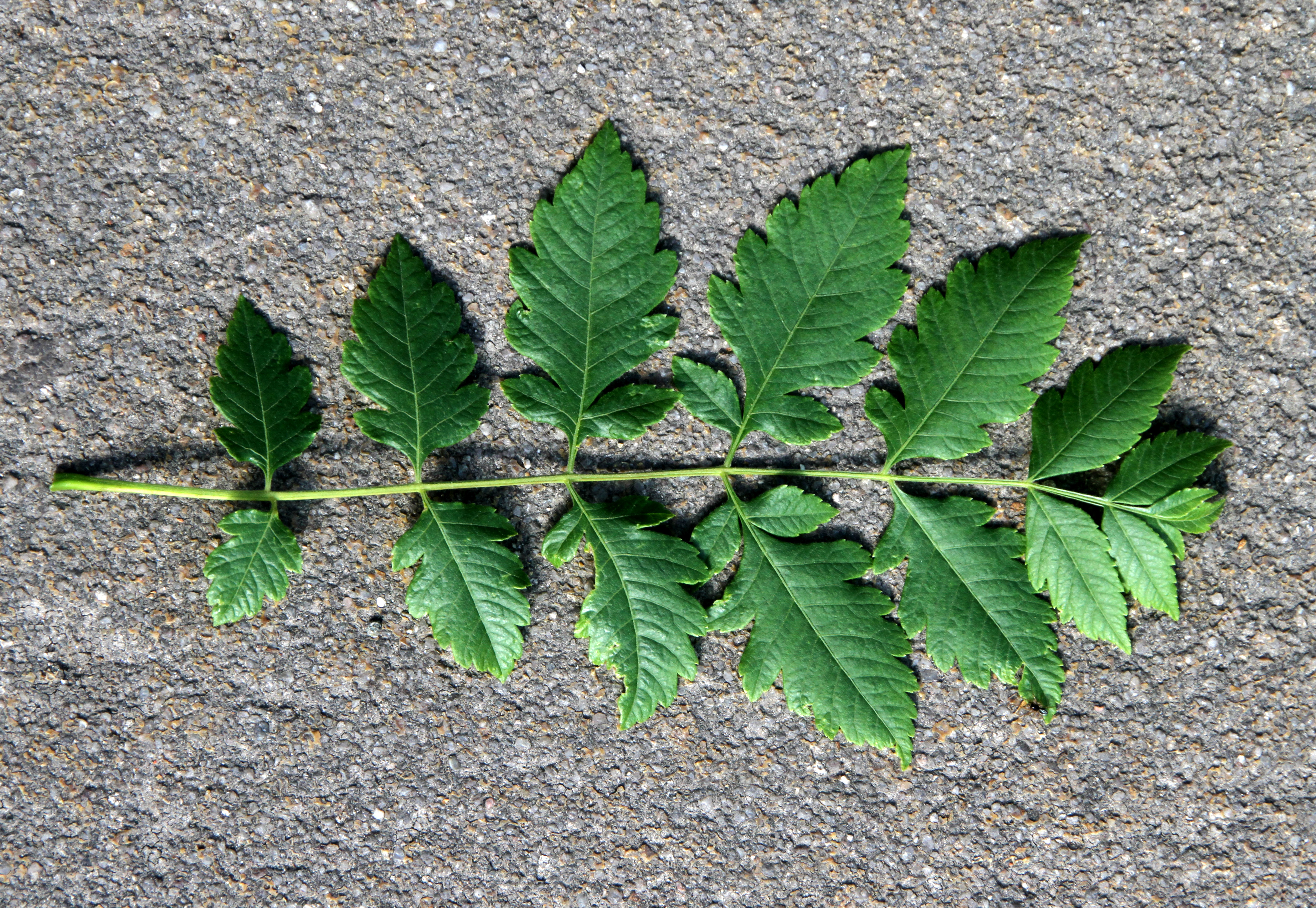
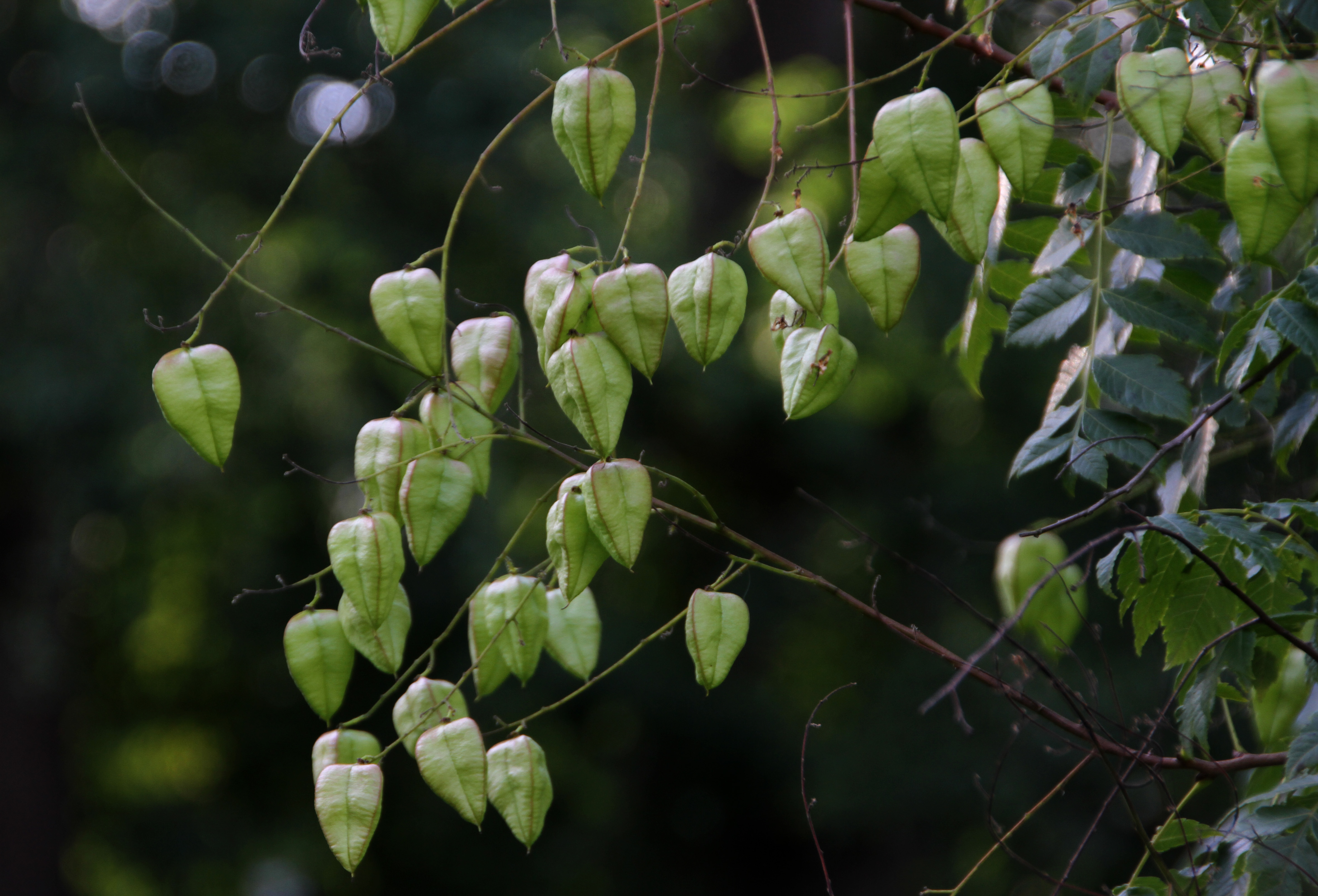
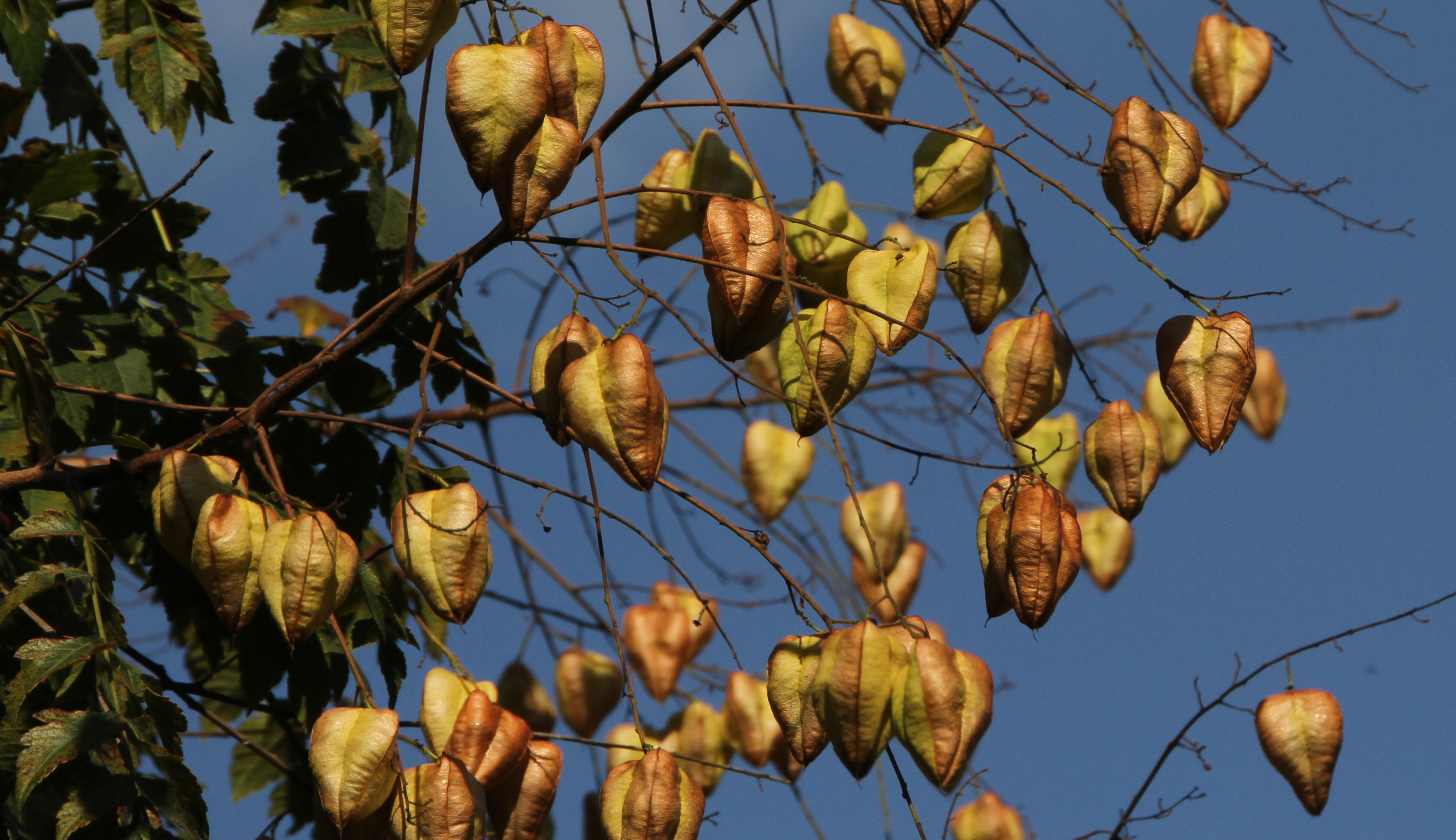
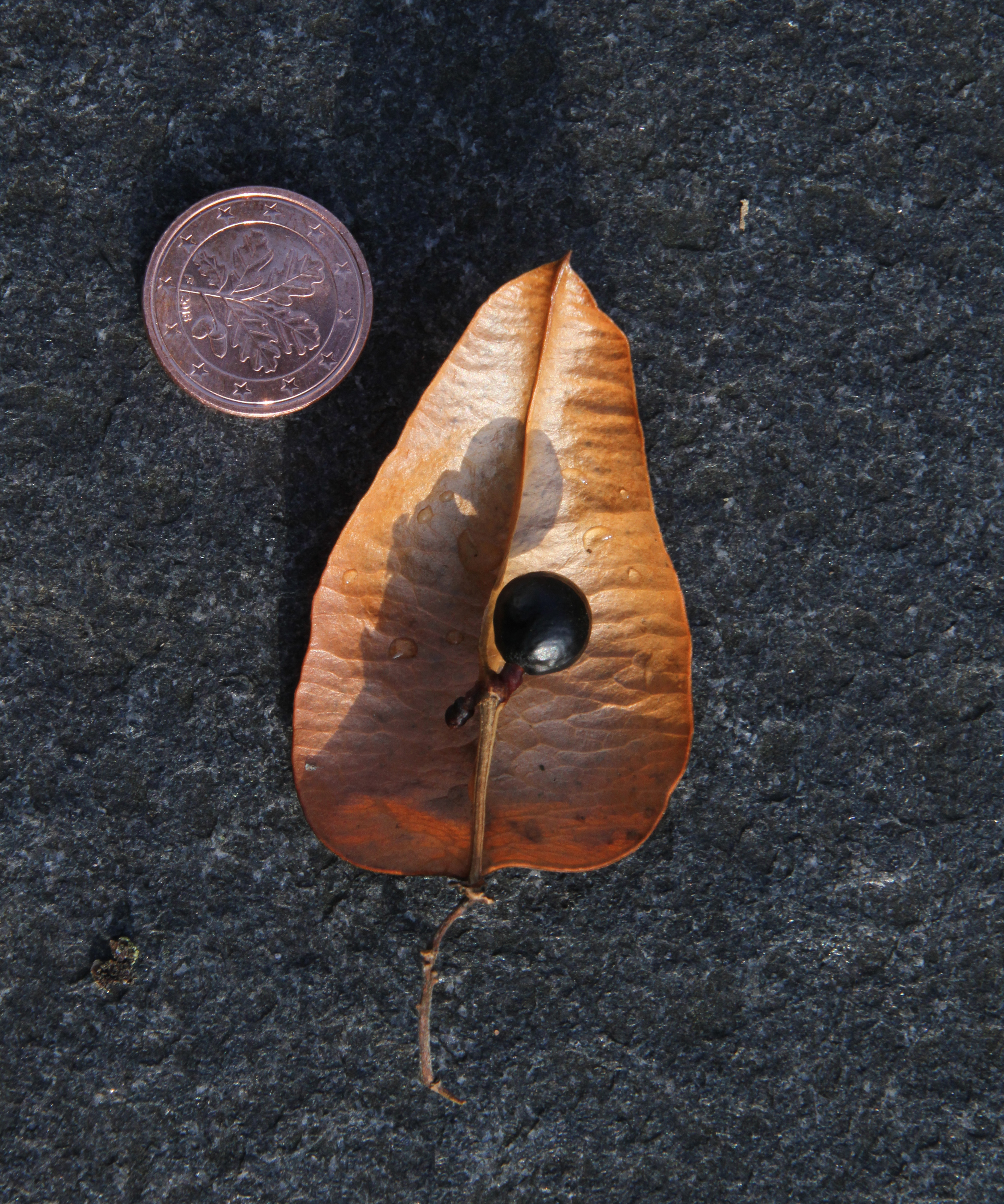